# 두창초등학교
두창초등학교(杜倉初等學校)는 대한민국 경기도 용인시에 있는 공립 초등학교이다.

## 학교 연혁
- 1967. 10. 15 원삼국민학교 두창분교장 인가
- 1970. 03. 01 4학급 편성
- 1970. 10. 03 두창국민학교 승격 인가
- 1971. 03. 13 두창초등학교 개교 1대 공도영 교장 취임
- 1972. 03. 02 6학급 편제
- 1985. 09. 03 병설유치원 개원
- 1996. 03. 01 두창초등학교로 개칭
- 1997. 03. 01 원삼초등학교 두창분교장 편입(3학급)
- 2008. 03. 01 4학급 편성
- 2010. 03. 01 5학급 편성
- 2011. 03. 01 6학급 편성
- 2012. 09. 01 두창초등학교로 승격(6학급편성)
- 2012. 09. 01 송주섭 교장선생님 취임
- 2013. 03. 01 경기도교육청 지정 혁신학교
- 2014. 03. 01 6학급 편성
- 2014. 09. 01 방기정 교장선생님 취임
- 2015. 03. 01 6학급 편성